# 頭斑擬鱸
頭斑擬鱸，又稱頭斑虎鱚，俗名海狗甘仔、舉目魚、沙鱸，為輻鰭魚綱鱸形目鱷鱚亞目虎鱚科的其中一種。

## 分布
本魚分布於西太平洋區，包括日本、台灣、菲律賓、印尼、巴布亞紐幾內亞、關島、密克羅尼西亞等海域。

## 深度
水深10至15公尺。

## 特徵
本魚體近圓柱形，被小型櫛鱗或圓鱗。腭骨無齒，下頷外列齒6枚；背鰭具4硬棘並與軟條部連續。背面灰褐色而有橙色小點，腹面灰白色。頭側眼下方有2個暗褐色斑塊，體側有9個、胸鰭基部有1個及唇部有2個褐色斑。尾鰭中央下方有一大黑斑，其後有一白斑，體長可達17公分。

## 生態
本魚主要棲息在較淺的珊瑚礁區，以一停一動的方式在珊瑚礁盤上移動，屬肉食性，以小魚或底棲無脊椎動物為食。

## 經濟利用
可食用，適合油炸，但多以下雜魚處理。